# Stara grofija
Stara grofija je dvorec v Celju, v katerem ima prostor Pokrajinski muzej.
Kot predhodnica se leta 1414 omenja pisarnica - Schreibhauzz. Stavba je rabila Celjskim grofom kot upravno poslopje. Ko so Celjski leta 1456 izumrli, je stavba prešla v deželno-knežjo last. Verjetno je bilo v njej tudi domovanje celjskih upravnikov.
Leta 1580 je nadvojvoda Karel stavbo prodal grofom Thurn-Valsassina, ki so v naslednjih letih na istem mestu pozidali palačo v pozno renesančnem slogu. V letih 1620 in 1640 so stavbi prizidali arkadne hodnike, med letoma 1650 in 1680 pa še stopnišče. Rodbina Thurn-Valsassina je ostala lastnik grofije do leta 1869. Takrat jo je na dražbi kupila mestna občina in jo v letih 1870 - 1873 preuredila za svoje potrebe. Leta 1890 so porušili obzidje na strani mesta in namesto dotedanjega dvorišča je nastal trg.
Stavba je večkrat spremenila svojo namembnost. V grofiji so uredili tudi šolo. Med letoma 1914 in 1945 je bilo v njej sodišče, danes pa so v njej zbirke Pokrajinskega muzeja Celje.
Grofija je bila zgrajena v slogu graške renesančne stavbarske šole. Jedro grofije je v tlorisu zasnovano v obliki črke »L«. Trakta sta obrnjena proti jugu in vzhodu. Stavba obsega klet, nadstropje in pol etažo na podstrešju. Stavbi so v začetku 17. stoletja dodali arkadne hodnike. Južna fasada je preprostejša, členjena le z balkonom.
Notranjost odlikujejo številne zanimivosti, kot so stari oboki in profilirani leseni stropi. Leta 1926 so ob obnovitvenih delih v veliki slavnostni dvorani odkrili znameniti Celjski strop. Našli so ga nad mlajšim navadnim stropom in ga je domnevno poslikal Marcin Teofilovicz med letoma ok. 1622-1623. Je najboljši primer iluzionističnega slikarstva na Slovenskem.

## Celjski strop
Celjski strop je osamljen primer profanega slikarstva na prehodu iz renesanse v zgodnji barok. Kdo točno ga je poslikal, ni jasno. Mnenja različnih strokovnjakov so zelo različna.
Strop meri 14,45 x 9,87 m in je poslikan s tempero na platno. Enajst stropnih polj je razdeljenih s poslikanimi lesenimi tramovi. Na srednjem polju je iluzionistično naslikana arhitektura s stolpi, s pogledom uprtim v nebo. Stebrišče obdajajo balustradne ograje, iz katerih visijo preproge. Izza ograje so naslikani plemiči in plemkinje, dvorjani, vojaki, portret domnevnega naročnika Janeza Ambroža Thurna in verjetno avtoportret slikarja s pomočnikom. Na sredini daljših stranic sta figuri Jupitra in Neptuna. Okrog osrednjega polja so manjša polja poslikana: ob daljših stranicah so alegorično upodobljeni štirje letni časi, ob krajših pa bitka med Latinci in Trojanci. Na vogalih so štirje giganti–napadalci neba (Ikar, Tantal, Iksion in Faeton). Slikar je podobe našel na drugih grafičnih predlogah izvirnih avtorjev predvsem bakrorezov: Jana in Rafaela Sadelerja, Da Ponte-Bassano, Antonia Tempeste in Hendrika Goltziusa. Raziskovalci še niso našli predloge za osrednji del stropa.

## Muzejske zbirke
Pokrajinski muzej je v stavbi Stare grofije uredil številne zbirke. Kulturna in umetnostno-zgodovinska zbirka prikazuje pohištvo, slike, grafike, kipe, posodje, orožje in druge predmete iz različnih slogovnih obdobij od 13. stoletja do konca 19. stoletja. Razstava Od gotike do historicizma po korakih je stalna in je namenjena vsem obiskovalcem z okvaro vida.
V kletnih prostorih je na 440 m² na ogled rimski lapidarij, ki predstavlja eno izmed najlepših in največjih tovrstnih zbirk na Slovenskem.